# Солона (притока Базавлука)
Солона — річка в Україні, на півдні Дніпропетровської області, в межах Дніпровського та Нікопольського районів. Ліва притока Базавлука (басейн Дніпра).

## Опис
Довжина 56 км, площа басейну 684 км². Долина трапецієподібна, завширшки до 1,5—2 км. Річище помірно звивисте, у нижній течії є меандри. Похил річки 1,5 м/км. Споруджено кілька ставків, найбільший з яких розташований біля села Шолохове.

## Розташування
Витоки Солоної розташовані на північний схід від села Криничувате у місці злиття 2 річок, Балки Литвинівки та Балки Жидівської . Тече в межах Причорноморської низовини переважно на південний захід (місцями на південь). Впадає до Базавлука біля північно-західної околиці міста Покров.
Притоки: Балка Литвинівка, Балка Березняги (праві); Балка Жидівська, Балка Кам'янувата (ліві).